# Anthony Martial
Anthony Martial (Lyon, 5 december 1995) is een Franse voetballer die doorgaans als aanvaller speelt. Hij speelt sinds 2024 voor AEK Athene. Martial debuteerde in 2015 in het Frans voetbalelftal.

## Clubcarrière

### Olympique Lyonnais
Martial komt uit de jeugdopleiding van Olympique Lyon. Hiervoor maakte hij op 6 december 2012 zijn profdebuut, in een wedstrijd in de Europa League tege Hapoel Ironi Kiryat Shmona. Hij verving in de tachtigste minuut Yassine Benzia. Martials debuut in de Ligue 1 volgde op 3 februari 2013, tegen AC Ajaccio. In zijn debuutseizoen kwam hij tot drie competitiewedstrijden.

### AS Monaco
Martial tekende op 30 juni 2013 een driejarig contract bij AS Monaco, dat vijf miljoen euro voor hem betaalde aan Olympique Lyon. In dienst van Monaco maakte hij op 30 november 2013 zijn eerste doelpunt in de Ligue 1, tegen Stade Rennais. Op 22 november 2014 debuteerde hij in de UEFA Champions League tegen SL Benfica. Martial verlengde zijn contract bij Monaco in juni 2015 tot medio 2019.

### Manchester United
Martial tekende in september 2015 een contract tot medio 2019 bij Manchester United. Dat betaalde in eerste instantie 49 miljoen euro voor hem aan AS Monaco, op dat moment het hoogste bedrag dat ooit werd betaald voor een tiener. In zijn verbintenis werd een optie voor nog een seizoen opgenomen. Monaco kreeg daarbij tot 30 miljoen euro extra aan eventuele bonussen in het vooruitzicht; tien miljoen als Martial voor de zomer van 2019 minimaal 25 keer zou scoren, nog tien als hij tot datzelfde moment minimaal 25 keer zou spelen in het Frans voetbalelftal en nog tien indien hij voor 2019 een keer in de top tien van de FIFA Ballon d'Or zou eindigen. In zijn debuutwedstrijd scoorde hij thuis tegen Liverpool de 3–1, tevens de eindstand. Op 15 september 2015 maakte de aanvaller zijn Champions League-debuut voor Manchester United, tegen PSV. Op 20 september 2015 maakte hij voor het eerst twee treffers voor United, in een competitiewedstrijd tegen Southampton. In de halve finale van de FA Cup tegen Everton scoorde Martial in de 93e minuut het winnende doelpunt waardoor Manchester United zich kwalificeerde voor de finale. De finale werd gewonnen door Manchester United (2-1 tegen Crystal Palace), de eerste prijs die Martial bij die club won. Martial was dat seizoen topschutter van Manchester United: 17 goals in 49 gespeelde wedstrijden.
Manchester United begon het seizoen 2016/17 met een winst op Leicester City, waardoor de Community Shield gewonnen werd, met Martial in de basis. Later dat seizoen kon Martial en Manchester United nog twee prijzen toevoegen aan de prijzenkast. In de finale van de League Cup werd er met 3-2 gewonnen van Southampton en door de finale van de Europa League tegen Ajax (2-0) won Anthony Martial zijn eerste Europese prijs. Dat seizoen vond Martial 8 keer het net in 42 wedstrijden.
In het seizoen 2017/18 begon Manchester United met een wedstrijd tegen Real Madrid om de Europese Supercup. Martial bleef de hele wedstrijd op de bank en de Engelse club verloor met 2-1. In de openingswedstrijd voor United in de Premier League tegen West Ham United scoorde de Franse speler al zijn eerste doelpunt van het seizoen. Hij zou later dat seizoen in dezelfde competitie nog 8 keer vaker. In alle competities scoorde Martial 11 keer en speelde hij 45 wedstrijden. Er werd geen prijs gewonnen: in de Champions League werd Manchester United al in de achtste finale uitgeschakeld door Sevilla, in de Premier League eindigde als tweede, in de League Cup werden ze door Bristol City uitgeschakeld in de kwartfinale en in de FA Cup eindigde ze als verliezend finalist door te verliezen van Chelsea.
In 2018/19 liet het eerste competitieduel van Martial zich wachten tot 6 oktober, thuis tegen Newcastle United, nadat hij eerder al scoorde in de Champions League tegen Young Boys.

## Clubstatistieken
| Seizoen        | Club              | Competitie       | Competitie | Competitie | Beker | Beker | Internationaal | Internationaal | Totaal | Totaal |
| Seizoen        | Club              | Competitie       | Wed.       | Dlp.       | Wed.  | Dlp.  | Wed.           | Dlp.           | Wed.   | Dlp.   |
| -------------- | ----------------- | ---------------- | ---------- | ---------- | ----- | ----- | -------------- | -------------- | ------ | ------ |
| 2012/13        | Olympique Lyon    | Ligue 1          | 3          | 0          | 0     | 0     | 1              | 0              | 4      | 0      |
| 2013/14        | AS Monaco         | Ligue 1          | 11         | 2          | 4     | 0     | 0              | 0              | 15     | 2      |
| 2014/15        | AS Monaco         | Ligue 1          | 35         | 9          | 6     | 3     | 7              | 0              | 48     | 12     |
| 2015/16        | AS Monaco         | Ligue 1          | 3          | 0          | 0     | 0     | 4              | 1              | 7      | 1      |
| 2015/16        | Manchester United | Premier League   | 31         | 11         | 9     | 3     | 9              | 3              | 49     | 17     |
| 2016/17        | Manchester United | Premier League   | 25         | 4          | 7     | 3     | 10             | 1              | 42     | 8      |
| 2017/18        | Manchester United | Premier League   | 30         | 9          | 7     | 1     | 8              | 1              | 45     | 11     |
| 2018/19        | Manchester United | Premier League   | 27         | 10         | 3     | 1     | 8              | 1              | 38     | 12     |
| 2019/20        | Manchester United | Premier League   | 32         | 17         | 9     | 2     | 7              | 4              | 48     | 23     |
| 2020/21        | Manchester United | Premier League   | 22         | 4          | 6     | 1     | 8              | 2              | 36     | 7      |
| 2021/22        | Manchester United | Premier League   | 8          | 1          | 1     | 0     | 2              | 0              | 11     | 1      |
| 2021/22        | → Sevilla         | Primera División | 9          | 0          | 0     | 0     | 3              | 1              | 12     | 1      |
| 2022/23        | Manchester United | Premier League   | 21         | 6          | 5     | 2     | 3              | 1              | 29     | 9      |
| 2023/24        | Manchester United | Premier League   | 13         | 1          | 2     | 1     | 4              | 0              | 19     | 2      |
| Carrièretotaal | Carrièretotaal    | Carrièretotaal   | 270        | 74         | 59    | 17    | 74             | 15             | 403    | 106    |

Bijgewerkt t/m 3 mei 2024.

## Interlandcarrière
Martial speelde in Frankrijk –16, –17, –18, –19 en –21. Hij debuteerde op vrijdag 4 september 2015 in het Frans voetbalelftal, dat die dag een oefeninterland in en tegen Portugal met 0–1 won. Martial viel een kwartier voor tijd in voor Karim Benzema. Drie dagen later mocht hij opnieuw invallen in de oefeninterland tegen Servië. Bondscoach Didier Deschamps nam Martial op 12 mei 2016 op in de Franse selectie voor het EK 2016, in eigen land. Hierop bereikten zijn ploeggenoten en hij de finale, die ze met 0–1 verloren van Portugal. Martial ontbrak in de 23-koppige selectie van Les Bleus voor het WK voetbal 2018 in Rusland, net als Alexandre Lacazette (Arsenal), Dimitri Payet (Olympique Marseille), Karim Benzema (Real Madrid) en Lucas Digne (FC Barcelona). Op Payet (geblesseerd) na stonden allen op de reservelijst van bondscoach Deschamps.

## Erelijst
| UEFA Europa League  | 1x | 2016/17           |
| FA Cup              | 1x | 2015/16           |
| League Cup          | 2x | 2016/17,2022/2023 |
| FA Community Shield | 1x | 2016              |